# Mie Kitahara
Mie Kitahara (北原三枝, Kitahara Mie), ou Makiko Ishihara (石原まき子, Ishihara Makiko), née le 23 juillet 1933, est une actrice japonaise. 

## Biographie

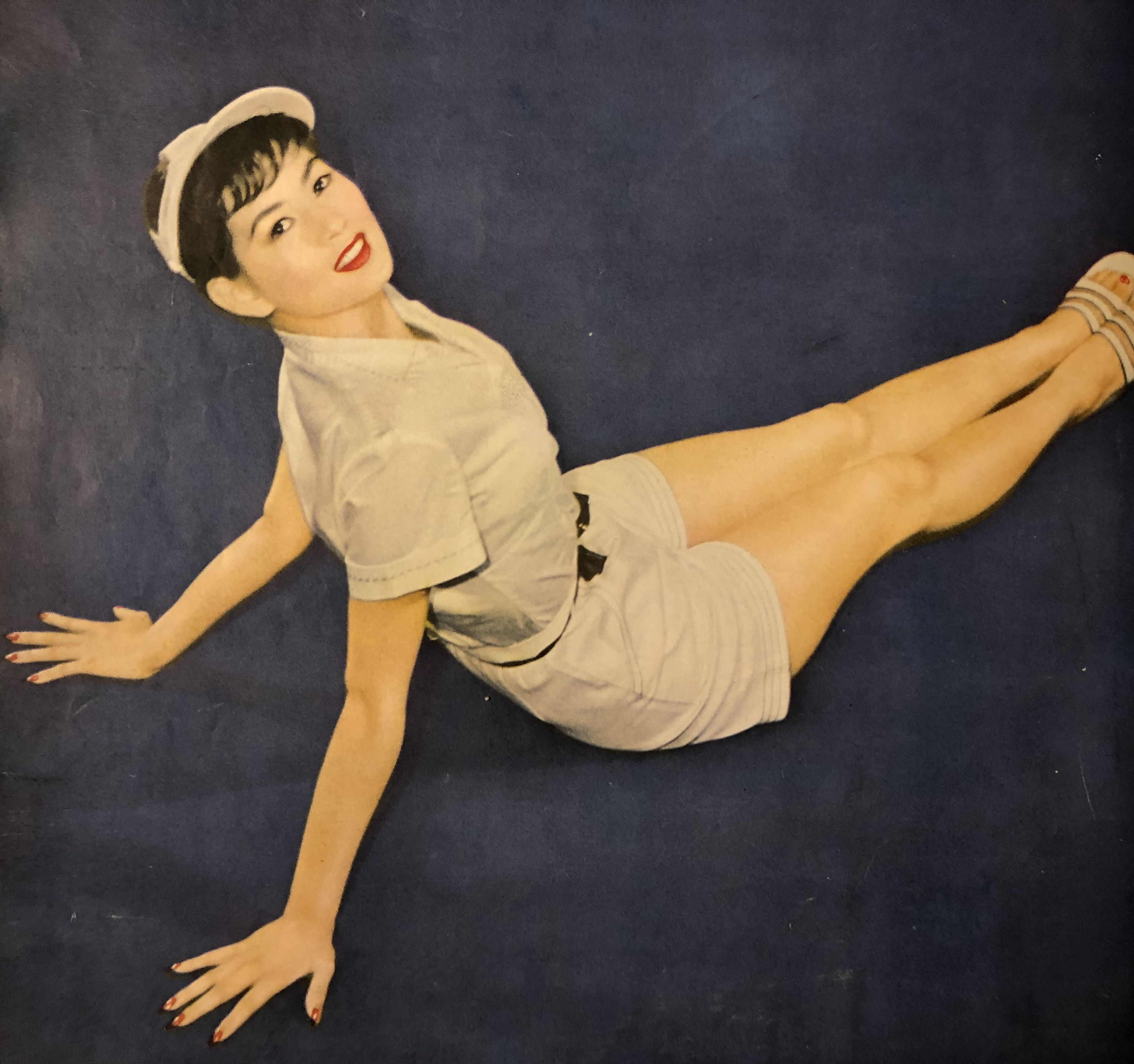
Mie Kitahara en 1954.

Mie Kitahara, de son vrai nom Makiko Arai, est née le 23 juillet 1933 dans l'arrondissement spécial de Meguro à Tokyo. Elle commence sa carrière d'actrice à la Shōchiku qu'elle intègre en 1952 avant de rejoindre deux ans plus tard la Nikkatsu en 1954. Elle est surtout connue pour avoir partagé la vedette avec Yūjirō Ishihara, l'une des stars les plus célèbres d'après-guerre du Japon, dans plusieurs films comme Passions juvéniles (1956) et L'Homme de la tempête (1957). Ils se marient en 1960 et elle se retire du monde du cinéma, adoptant pour nom de femme mariée : Makiko Ishihara.
Mie Kitahara a tourné dans plus de soixante films, entre 1952 et 1960

## Filmographie partielle

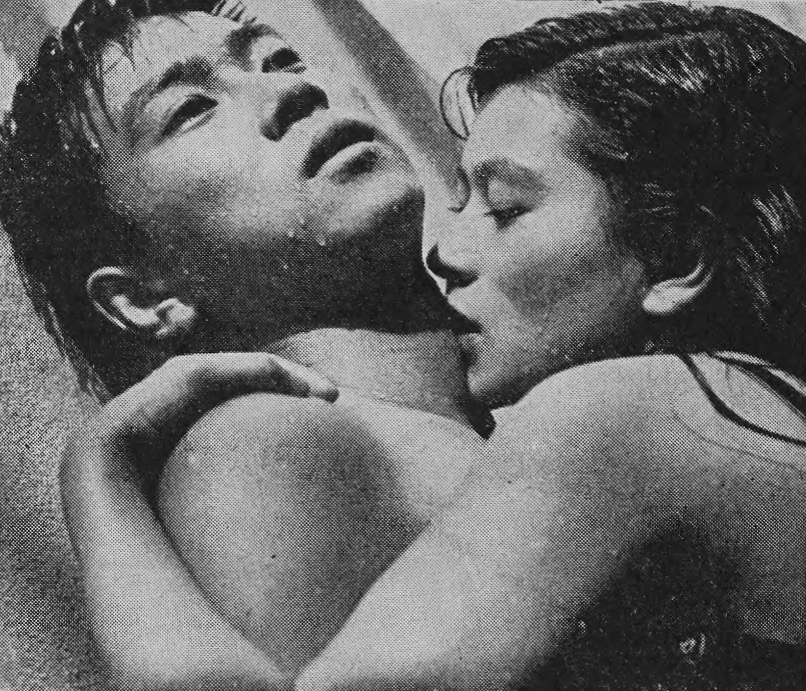
Yūjirō Ishihara et Mie Kitahara dans Passions juvéniles (1956).

- 1952 : Le Goût du riz au thé vert (お茶漬の味, Ochazuke no aji?) de Yasujirō Ozu
- 1952 : Un amour pur de Carmen (カルメン純情す, Karumen junjō su?) de Keisuke Kinoshita
- 1953 : Shin Tōkyō kōshinkyoku (新東京行進曲?) de Yūzō Kawashima : Akiko Oke
- 1953 : Tōkyō madamu to Ōsaka fujin (東京マダムと大阪夫人?) de Yūzō Kawashima : Momoko
- 1953 : Quel est ton nom ? II (君の名は 第二部, Kimi no na wa: Dai-ni-bu?) de Hideo Ōba
- 1954 : Koshinuke kyōsō kyoku (腰抜け狂騒曲?) de Torajirō Saitō
- 1954 : Seishun romansu shito: Aozora ni owasu (青春ロマンスシート 青空に坐す?) de Yoshitarō Nomura
- 1955 : La lune s'est levée (月は昇りぬ, Tsuki wa noborinu?) de Kinuyo Tanaka : Setsuko Asai
- 1955 : Jirōchō gaiden: Akiba no himatsuri (次郎長遊侠伝 秋葉の火祭り?) de Masahiro Makino
- 1955 : Ikitoshi ikerumono (生きとし生けるもの?) de Katsumi Nishikawa
- 1955 : Le Poids de l'amour (愛のお荷物, Ai no onimotsu?) de Yūzō Kawashima
- 1955 : La Femme de Ginza (銀座の女, Ginza no onna?) de Kōzaburō Yoshimura
- 1955 : Histoire de fantômes de la jeunesse (青春怪談, Seishun kaidan?) de Kon Ichikawa
- 1955 : Jirōchō gaiden: Amagi garasu (次郎長遊侠伝　天城鴉?) de Masahiro Makino
- 1955 : Midori haruka ni (緑はるかに?) d'Umetsugu Inoue
- 1955 : Oshun torimonochō: Nazo no amagoten (おしゅん捕物帖 謎の尼御殿?) d'Eisuke Takizawa
- 1955 : Ginza (銀座二十四帖, Ginza nijūyonchō?) de Yūzō Kawashima
- 1955 : Chacun dans sa coquille (自分の穴の中で, Jibun no ana no nakade?) de Tomu Uchida
- 1956 : Bataille décisive dans les lueurs matinales (朝やけ決戦場, Asayake kessenjō?) de Masahiro Makino
- 1956 : Fūsen (風船?) de Yūzō Kawashima
- 1956 : Confession amoureuse (色ざんげ, Iro zange?) de Yutaka Abe
- 1956 : Hi no tori (火の鳥?) d'Umetsugu Inoue
- 1956 : La Rive de l'errance (流離の岸, Ryūri no kishi?) de Kaneto Shindō
- 1956 : Passions juvéniles (狂った果実, Kurutta kajitsu?) de Kō Nakahira : Eri
- 1956 : Gyakukōsen (逆光線?) de Takumi Furukawa
- 1956 : Tempête d'été (夏の嵐, Natsu no arashi?) de Kō Nakahira
- 1956 : Wakanohana monogatari: Dohyō no oni (若ノ花物語 土俵の鬼?) de Kenjirō Morinaga
- 1957 : Otemba san'nin shimai: Odoru taiyō (お転婆三人姉妹 踊る太陽?) d'Umetsugu Inoue
- 1957 : Kiken na kankei (危険な関係?) d'Umetsugu Inoue
- 1957 : Sur les chemins de la gloire (勝利者, Shōrisha?) d'Umetsugu Inoue
- 1957 : La Vie d'aujourd'hui (今日のいのち, Kyō no inochi?) de Tomotaka Tasaka
- 1957 : J'attends (俺は待ってるぜ, Ore wa matteruze?) de Koreyoshi Kurahara
- 1957 : L'Homme de la tempête (嵐を呼ぶ男, Arashi o yobu otoko?) d'Umetsugu Inoue : Miyako Fukushima
- 1958 : Couteau rouillé (錆びたナイフ, Sabita naifu?) de Toshio Masuda
- 1958 : Une ruelle sous le soleil (陽のあたる坂道, Hi no ataru sakamichi?) de Tomotaka Tasaka
- 1958 : Ashita wa ashita no kaze ga fuku (明日は明日の風が吹く?) d'Umetsugu Inoue
- 1958 : Subarashiki dansei (素晴しき男性?) d'Umetsugu Inoue
- 1958 : Fūsoku 40 mētoru (風速４０米?) de Koreyoshi Kurahara
- 1958 : Akai hatoba (赤い波止場?) de Toshio Masuda
- 1958 : Arashi no naka o tsuppashire (嵐の中を突っ走れ?) de Koreyoshi Kurahara
- 1959 : Le Cours du jeune fleuve (若い川の流れ, Wakai kawa no nagare?)[5]
- 1959 : Kyō ni ikiru (今日に生きる?) de Toshio Masuda
- 1959 : Otoko ga bakuhatsu suru (男が爆発する?) de Toshio Masuda
- 1959 : Kaze no aru michi (風のある道?) de Katsumi Nishikawa
- 1959 : Shimizu no abarenbō (清水の暴れん坊?) d'Akinori Matsuo[6]
- 1959 : Ten to chi o kakeru otoko (天と地を駈ける男?) de Toshio Masuda
- 1960 : Hakugin-jō no taiketsu (白銀城の対決?) de Buichi Saitō[7]
- 1960 : L'Arbre de la jeunesse (青年の樹, Seinen no ki?) de Toshio Masuda[8]
- 1960 : Yakuza sensei (やくざ先生?) d'Akinori Matsuo[9]
- 1960 : Tōgyū ni kakeru otoko (闘牛に賭ける男?) de Toshio Masuda